# Colorado Rapids
Colorado Rapids – profesjonalny amerykański klub piłkarski z siedzibą w Commerce City w Denver. Powstał 6 czerwca 1995 i występuje w Major League Soccer. Mistrz MLS z 2010. Stadion klubu nosi nazwę Dick's Sporting Goods Park i może pomieścić 18 000 widzów.

## Rekordy i osiągnięcia

### Rekordy
- Najwięcej rozegranych spotkań Chris Henderson – 178
- Najwięcej strzelonych bramek Paul Bravo – 39
- Najwięcej zaliczonych asyst Chris Henderson – 53
- Pierwszy mecz 13 kwietnia 1996 przeciwko Kansas City Wizards
- Największe zwycięstwo 5 maja 1996 przeciwko Kansas City Wizards 4:0
- Największa porażka brak informacji

### Osiągnięcia
- Major League Soccer

mistrzostwo 2010
- Superpuchar Major League Soccer

drugie miejsce 1997
- US Open Cup

drugie miejsce 1999
- Rocky Mountain Cup

zwycięstwo 2005, 2006

## Obecny skład
Stan na 16 marca 2021
| Nr | Poz. | Piłkarz              |
| -- | ---- | -------------------- |
| 1  | BR   | Clint Irwin          |
| 2  | OB   | Keegan Rosenberry    |
| 3  | OB   | Drew Moor            |
| 4  | OB   | Danny Wilson         |
| 5  | OB   | Auston Trusty        |
| 6  | OB   | Lalas Abubakar       |
| 7  | NA   | Jonathan Lewis       |
| 10 | PO   | Nicolas Benezet      |
| 11 | NA   | Diego Rubio          |
| 12 | PO   | Michael Barrios      |
| 13 | OB   | Sam Vines            |
| 14 | PO   | Philip Mayaka        |
| 15 | BR   | Andre Rawls          |
| 16 | PO   | Will Vint            |
| 18 | OB   | Jeremy Kelly         |
| 19 | PO   | Jack Price (kapitan) |
| 20 | PO   | Nicolás Mezquida     |

| Nr | Poz. | Piłkarz                                   |
| -- | ---- | ----------------------------------------- |
| 21 | PO   | Younes Namli (wypożyczony z FK Krasnodar) |
| 22 | BR   | William Yarbrough                         |
| 23 | PO   | Kellyn Acosta                             |
| 24 | OB   | Kortne Ford                               |
| 26 | PO   | Cole Bassett                              |
| 27 | OB   | Sebastian Anderson                        |
| 28 | BR   | Abraham Rodriguez                         |
| 29 | NA   | Matt Hundley                              |
| 30 | PO   | Oliver Larraz                             |
| 32 | PO   | Collen Warner                             |
| 33 | OB   | Steven Beitashour                         |
| 34 | OB   | Michael Edwards                           |
| 37 | NA   | Dantouma Toure                            |
| 52 | PO   | Braian Galván                             |
| 77 | NA   | Darren Yapi                               |
| 99 | NA   | Andre Shinyashiki                         |